# Leptopa hendeli
Leptopa hendeli är en tvåvingeart som beskrevs av Sifner 1980. Leptopa hendeli ingår i släktet Leptopa och familjen kolvflugor.
Artens utbredningsområde är Colorado. Inga underarter finns listade i Catalogue of Life.